# José María Alfaro Zamora
José María Alfaro Zamora (ur. 20 marca 1799 w Alajueli, zm. 12 czerwca 1856 w Alajueli) – kostarykański polityk, głowa państwa Kostaryki (1842–1844, 1846–1847) i pierwszy prezydent Kostaryki (1847) .

## Życiorys
Urodził się 20 marca 1799 w Alajueli. Był synem Juana Antonia Alfara y Ariasa oraz Marii Damiany Zamory y Flores.
Przez kilka lat sprawował urząd sędziego najwyższego i przewodniczącego kongresu. W 1842 razem z José Maríą Castro Madrizem założył gazetę Mentor Costarricense.
W 1842 został wybrany przez juntę na głowę państwa jako tymczasowy namiestnik. Z jego inicjatywy powstała pierwsza droga łącząca San José z Puntarenas i rozpoczął się handel kawą z Anglią. 3 maja 1843 razem z José Maríą Castrem Madrizem założył wyższą uczelnię Universidad de Santo Tomás, która dotychczas funkcjonowała jako Casa de Enseñanza de Santo Tomás. W 1844 zwołał zgromadzenie konstytucyjne, które uchwaliło nową konstytucję.
W czerwcu 1844 odbyły się pierwsze wybory głowy państwa na mocy nowej konstytucji. Zamora przegrał je, zdobywając 21% głosów. Zwycięzcą został Francisco María Oreamuno Bonilla, na którego zagłosowało 68% uczestników wyborów.
Odzyskał władzę w 1846 w wyniku puczu. Zwołał rewolucyjne zgromadzenie ustawodawcze, które 10 lutego 1847 uchwaliło nową konstytucję. Zgodnie z nowym prawem państwo przyjęło nazwę Państwo Kostaryka, a moc wykonawcza miała należeć do prezydenta wybieranego w wyniku głosowania pośredniego. Nowa konstytucja nie dopuszczała do głosowania kobiet. Z dniem 8 maja 1847 Zamora objął nowo utworzony urząd prezydenta państwa Kostaryka. Jego wiceprezydentem został José María Castro Madriz. W tym samym roku przegrał pierwsze wybory prezydenckie w państwie. Ich zwycięzcą został Francisco María Oreamuno Bonillą.
Zmarł 12 czerwca 1856 w Alajueli. Był ofiarą epidemii cholery.